# Critiques du libéralisme économique
Ne doit pas être confondu avec Critiques du capitalisme.
 (décembre 2016).
Si vous disposez d'ouvrages ou d'articles de référence ou si vous connaissez des sites web de qualité traitant du thème abordé ici, merci de compléter l'article en donnant les références utiles à sa vérifiabilité et en les liant à la section « Notes et références ».
Les critiques du libéralisme économique sont d'origine et de nature diverses et ne forment pas un ensemble homogène.
Certaines émanent d'un mouvement antilibéral tandis que d'autres critiques, internes, trouvent leur source parmi des libéraux qui divergent sur la place à accorder à l'État dans l'économie : les socio-libéraux accordent ainsi une place à l'État dans les mécanismes économiques quand les libéraux classiques lui refusent un rôle important et les libertariens un rôle tout court.

## Nature et origines des critiques
- Un premier ensemble est formé de critiques théoriques du libéralisme en tant que théorie d'organisation du système économique dans sa totalité.
- Un second ensemble est formé de critiques empiriques, qui condamnent les conséquences des applications des politiques économiques des théories libérales.
- Certaines critiques sont issues largement de la gauche marxiste des XIXe et XXe siècles.
- D'autres sont plus récentes et sont en partie liées au discours altermondialiste.

## Critiques théoriques

### Critique interne
La critique interne accepte le cadre conceptuel de l'économie néoclassique (autodétermination des agents, rationalité complète de l'individu, informations parfaites, efficience de la concurrence), et remet en cause les inférences en faveur du libéralisme économique qui en découlent habituellement.

#### Sur la liberté individuelle
Ce type de critique accepte la seule prise en compte de la liberté individuelle, mais souligne que la théorie libérale s'interroge peu sur les conditions de possibilité de l'exercice de cette liberté[réf. nécessaire]. Il s'agit essentiellement de trois types de conditions :
- La possibilité matérielle : L'exercice de la liberté suppose que les circonstances matérielles ne privent pas l'individu de la possibilité de choisir ce qu'il estime meilleur pour lui. On peut par exemple se demander dans quelle mesure une personne devant se prostituer pour pouvoir manger est libre. Certains courants politiques ont pris acte de ce problème et proposent l'instauration d'un revenu citoyen, versé par exemple sous la forme d'un capital initial (versé à la majorité de la personne) tel que l'individu puisse l'investir pour se garantir un revenu minimal sans risque, ou mensuel (parti liberal-démocrate en France, parti du centre en Finlande, Hayek, quoique ce dernier parlait plus de revenu plancher). Cette solution permettrait que chaque individu parte avec les mêmes moyens matériels (en supposant qu'il n'y a pas d'héritage). Le prix Nobel d'économie Amartya Sen (parfois qualifié de libéral de gauche) a développé cette notion de capabilities. Le revenu universel n'est cependant pas suffisant pour garantir l'égalité des capabilities entre les individus.
- La possibilité sociale : L'exercice de la liberté suppose une égale capacité à traiter les informations. Ce point pose la question de l'éducation. Le sociologue Pierre Bourdieu a ainsi construit une théorie de l'habitus qui tendrait à reproduire les inégalités sociales. Elle expliquerait par exemple la faible proportion des enfants d'ouvriers en master bien que l'égalité en droit soit la même. En effet, un enfant acquiert des capacités par l'environnement dans lequel il grandit, en particulier la qualité de l'éducation, ce qui conduit à un phénomène de reproduction sociale[1]. Les individus ne partiraient pas sur un pied d'égalité et la concurrence serait faussée.
- La possibilité informationnelle : L'exercice de la liberté repose sur la possibilité de faire des choix informés quant à leurs conséquences. Or, cette condition n'est pas remplie si l'information est imparfaite ou coûteuse à obtenir. Ces imperfections rendent difficile à défendre l'idée de l'efficacité du résultat des interactions libres entre les agents.

Les libéraux reconnaissent ces limitations et y apportent deux réponses : certains soutiennent l'inexistence d'un système plus efficace que l'économie de marché pour assurer la prospérité de tous. D'autres, sans écarter cet argument, considèrent que ces limitations ne doivent pas justifier une limitation de la liberté[pas clair] des individus, par exemple celle de disposer librement de ses revenus ou d'envoyer ses enfants à l'école de son choix.

### Critique externe
Les critiques externes remettent en cause des postulats qu'ils attribuent au libéralisme économique et parfois même au libéralisme en général.

#### Contestation des postulats néoclassiques
Il s'agit d'une critique de la théorie de l'équilibre général, critique basée sur le caractère irréaliste de certaines hypothèses (absence de monopole, information accessible à tous et sans coût, etc.), et sur des résultats théoriques comme le théorème de Sonnenschein.
Ce théorème, montre que les fonctions de demande et d’offre issues du modèle de l'équilibre général de Kenneth Arrow et Gérard Debreu peuvent avoir une forme quelconque, ce qui réfute le résultat de l’unicité et de la stabilité de l’équilibre général. Comme le résume un économiste, « le théorème de Sonnenschein-Mantel-Debreu montre que l'équilibre général n'est en définitive qu'une construction vide et inutilisable ».
En considérant des hypothèses plus faibles, et discutables en ce qui concerne leur pertinence, il est possible de se ramener à un équilibre à solution unique.
Cette critique s'adresse plus aux économistes néoclassiques qu'au libéralisme. Ainsi, les économistes libéraux tenants de l'école classique et de l'école autrichienne ne se reconnaissent pas dans les postulats néoclassiques et, au contraire, s'y opposent.

#### Contestation de la primauté de la liberté comme valeur devant organiser la société
Cette critique reproche au libéralisme de sur-estimer la valeur de la liberté, par rapport à d'autres valeurs humanistes (égalité, justice, éducation, droit à la santé, promotion sociale…), qu'elle lui reproche de négliger. Ainsi, Jacques Testart de dire : « Le libéralisme économique est bien l'ennemi de l'humanisme ».

#### Contestations fondées sur l'analysemarxiste
Celles-ci contestent toute pertinence aux postulats[Lesquels ?] qu'elles prêtent au libéralisme économique. Selon cette critique :
- Cette théorie tendrait à perpétuer les inégalités initiales, et n'en serait qu'une construction a posteriori pour justifier la domination économique des détenteurs du capital sur les travailleurs. Ludwig von Mises y répondit en écrivant dans L'Action humaine que le capitalisme libéral défend non pas les riches mais au contraire lutte pour que chacun puisse remettre en cause une position établie par ses propres mérites : « Les gens qui se battent pour la libre entreprise ne défendent pas les intérêts de ceux qui se trouvent aujourd'hui être riches. »
- Le libéralisme économique serait un habillage doctrinal pour justifier un égoïsme comportemental.
- Le libéralisme économique ne pourrait être un système pérenne, il ne serait qu'une « phase de transition entre un ordre qui est mort et un ordre nouveau qui se cherche et plus que jamais dépourvu d’une grammaire politique »[5].

## Critiques sur les applications concrètes
Les critiques suivantes s'adressent à l'application de décisions se réclamant du libéralisme économique. Ces décisions ne constituant jamais qu'une application partielle d'un projet d'ensemble, les libéraux arguent que les dysfonctionnements viennent du fait que le reste du système économique, politique et social n'applique pas intégralement les règles du libéralisme économique.

### Critiques économiques
Un axe de critique porte sur la capacité du libéralisme économique à engendrer le développement régulier et de long terme des économies.

#### Crises économiques
Une critique classique du libéralisme économique porte sur le caractère non régulier de la croissance qu'il engendre à travers la survenue régulière de crises économiques produites par un déséquilibre entre l'offre et la demande. Ce déséquilibre est notamment imputé au caractère irrationnel des décisions (engouement excessif pour certains types de secteurs par exemple, tel le surinvestissement en technologies de l'information à la fin des années 1990) et à l'atomisation des décisions.
Les déséquilibres produits par le libéralisme économique peuvent être d'ordre structurel, telle la situation de surproduction de la Grande Dépression (crise de 1929), classiquement imputée à une faiblesse structurelle de la consommation, qui aurait été résolue sur le plan structurel par la mise en place de mécanismes pérennes de redistribution des richesses avant ou surtout après la seconde guerre mondiale (État-providence).
Les déséquilibres produits par le libéralisme économique peuvent être d'ordre conjoncturel, consistant en un simple déséquilibre temporaire entre offre et demande dans l'ensemble de l'économie ou dans un secteur d'activité donné. Pour les critiques du libéralisme économique, la solution à de telles crises passe par une intervention de l'État en amont (planification ou orientation de l'économie) ou en aval (politique de relance monétaire ou budgétaire pour sortir de la crise, politique sociale pour amortir les effets de la crise).
Les libéraux pensent au contraire que dans un régime de liberté économique, les débuts de déséquilibre seraient rapidement corrigés par le libre jeu du marché, et que ces déséquilibres ne peuvent se transformer en crises que si l'État intervient pour empêcher ces ajustements afin d'en protéger certaines catégories sociales.

#### Spéculation financière
En s'interdisant tout contrôle sur les marchés autre que ceux garantissant leur existence (système judiciaire, « police de la bourse », système de défense des droits de propriété…), le libéralisme économique est accusé de laisser le champ libre à certaines formes de spéculation sur les marchés, notamment financiers.
Les critiques reprochent à cette spéculation d'être à l'origine de certaines crises économiques (la Grande Dépression de 1929, la crise économique asiatique de 1997, la crise économique argentine de 1998…) et de la crise financière mondiale de 2007-2008.

#### Recul du politique
Le libéralisme économique priverait la politique de moyens d'action et par là transformerait la politique en une annexe du marché libéral car, si la politique n’agissait pas, le marché irait combler le besoin et choisir à sa place. Il s'agit en réalité d'une critique à l'encontre du libéralisme en général, puisque la limitation du pouvoir politique (voire sa disparition complète pour certains comme les libertariens), est l'essence du libéralisme. Le libéralisme défend en effet la limitation du pouvoir de l'État et des autres individus sur l'individu. Celui-ci étant libre, né et des autres, doit se voir protéger dans sa vie et faire les choix de vie lui semblant les meilleurs, avec bien sûr certaines limites.[pas clair]
Certains libéraux, en particulier les tenants de la théorie des choix publics, s'opposent à cette critique en expliquant que la capacité de l'État à intervenir dans les affaires économiques transforme la politique en marché. D'après eux, toute possibilité de régulation du marché par l'État implique pour les partis politiques un avantage à vendre (en échange de voix par exemple), et pour les agents économiques une rente à acheter. Pour les opposants au libéralisme, cet argument ne tient pas car dans la plupart des démocraties modernes, ce genre de pratique est assimilé à de la corruption et est donc illégal.
L'idée libérale repose sur le principe du contrat entre libres parties. Celles-ci peuvent négocier et parvenir à un accord commun par le jeu de l'offre et de la demande[pas clair]. Un tel système est considéré par les libéraux comme plus légitime qu'un système où une partie impose sa volonté à tous les autres à l'issue d'un affrontement (même électoral) comme c'est le cas dans le système démocratique de la 5e République Française, par exemple. Mais en fait, il est pratiquement impossible d'obtenir que toute une population se mette d'accord sur une position en temps voulu par simple marchandage. Ce constat aboutit à la conclusion que ces systèmes démocratiques influencés par les thèses socialistes (entendre ici le socialisme de Rousseau, le socialisme des Lumières) tendent à devenir des dictatures. C'est cette idée qui conduit l'économiste de l'École autrichienne d'économie, Friedrich Hayek à intituler son œuvre majeure La Route de la servitude (1944).
Il y a de part et d'autre une pétition de principe, qui conduit à une opposition irréductible et même à une incompréhension complète entre les deux positions.
- la position antilibérale ou holiste met la source de toute légitimité dans la communauté, qui peut, par volonté politique, en déléguer une partie aux individus sous forme d'une participation au processus de décision (consultation par des canaux divers, droit de vote plus ou moins étendu…). Une règle comme celle de la majorité apparaît comme un compromis supportable et donc légitime. La légitimité du politique est toujours illimitée,[réf. nécessaire] seules des limites pratiques existent.
- la position libérale met la source de toute légitimité dans l'individu seul ; l'individu peut, par commodité et sécurité, aliéner une partie de son pouvoir aux organes politiques, adhérer aux règlements de la communauté, etc., mais la légitimité politique est seulement « dérivée », inférieure. Si, en pratique,il faut que certaines décisions soient imposées[non neutre] (le meilleur exemple étant les décisions de justice, qui font forcément au moins un mécontent), des principes[Lesquels ?] profonds[pas clair] mettent des bornes strictes à ce qu'il est possible d'imposer, et donc à la légitimité des pouvoirs, au point qu'un vote même unanime peut n'avoir aucune légitimité s'il transgresse les droits naturels[pas clair].

Les critiques, héritiers du père Henri Lacordaire[réf. nécessaire], voient dans le libéralisme l'instauration de la loi du plus riche, une forme de ploutocratie. Il y a certes une différence entre une ploutocratie et un marché politique : dans un marché politique, le riche doit transférer une partie de sa richesse à ses adversaires[réf. nécessaire] (et pas seulement à ses amis) pour obtenir une décision politique conforme à ses souhaits, ce que ne font ni les ploutocrates, ni les hommes politiques dépensant des fortunes en propagande[non neutre]. Mais les critiques ne considèrent pas cette différence comme suffisante : dans leur perspective où le politique peut légitimement tout, il est bien évident pour eux que l'investissement politique est le plus rentable du monde, et que les vainqueurs n'auraient aucun mal à récupérer leur mise, faisant du marché politique un marché de dupes pour les vendeurs de leur droit.[non neutre][pas clair] Alors que, dans la perspective libérale, ce détournement n'est pas possible[réf. nécessaire], puisque le pouvoir politique ne peut que ce qui lui est spécifiquement délégué.

### Critiques sociales
La majeure partie des critiques adressées au libéralisme économique concerne les conséquences sociales prêtées à la mise en œuvre du libéralisme.
Ces critiques trouvent leurs sources dans deux principaux types de motivations :
- des motivations se réclamant de valeurs morales (l'égalité, la solidarité, la fraternité, l'aide aux plus faibles, le partage…), au nom notamment de l'humanisme chrétien ou de l'humanisme laïc d'essence républicaine ou socialiste.
- des motivations plus utilitaristes liées à l'organisation de la société. Ces critiques reprochent au libéralisme de diviser la société en classes sociales ou groupes sociaux antagonistes, de nuire à la cohésion sociale ou nationale.Ces critiques proviennent historiquement de la droite contre-révolutionnaire[réf. nécessaire] - qui prône le retour à une société organique (organicisme) ou du courant de pensée du nationalisme, qui prône la coopération entre classes dans l'intérêt national. En France, c'est notamment la position gaulliste.

#### Inégalités et mauvaise répartition de la richesse créée
Une critique extrêmement répandue est que le libéralisme économique serait favorable aux déjà riches et défavorable aux plus pauvres, au sein des nations (entre classes sociales) et entre nations. En effet, les plus riches auraient les moyens d'investir dans un enrichissement futur, alors que les plus pauvres n'auraient pas ces moyens. Il en résulterait un accroissement des écarts de richesse entre les classes riches et les classes les plus pauvres et souvent une paupérisation plus importante des classes les plus démunies.
En analysant les politiques dans les pays les plus libéraux : Angleterre, États-Unis, Australie… il convient de constater que plus le pays est libéral moins les aides ou assistances aux personnes handicapées sont existantes. Laissant ce soin à la liberté de chacun, à une « obligation » de charité pour John Locke, Justice Sociale, aux mutuelles privées, pour Frédéric Bastiat, Sécurité Sociale, excluant la personne handicapée du titre de citoyen à part entière, car ne pouvant cotiser d'elle-même. Tandis que Hayek et Friedman proposent un revenu plancher ou un système d'impôts négatifs pour garantir au citoyen un minimum vital. Ainsi le libéralisme pousse le gouvernement de Tony Blair, à désengager l'état, à durcir la reconnaissance du handicap. Ce qui pousse ces personnes dans de plus grandes difficultés. Certains, ainsi fragilisées par cette politique ne trouvent aucune alternative possible hormis celle du suicide,,,. Mais il est à noter que des pays comme le Canada sont classés parmi les premiers pays en termes de liberté économique tout en ayant gardé une sécurité sociale assez importante.[réf. nécessaire] De plus, le Parti conservateur britannique a enterré les positions thatchéristes sur les handicapés[Pas dans la source].
Le libéralisme économique est accusé d'entraîner le creusement des inégalités sociales. La redistribution qui serait naturellement assurée par le jeu de la consommation (cf. théorie du ruissellement) montre ainsi ses limites. L'économiste américain « de gauche » (en anglais : liberal) Paul Krugman estime ainsi en 2008, concernant les politiques économiques « libérales » (en anglais : conservative ou neo-conservative) menées aux États-Unis depuis les années 1970-1980 revenant sur les institutions mises en place à partir du New Deal de Franklin Delano Roosevelt : « ces institutions et ces normes ont été détruites, ce qui a eu pour effet une montée de l'inégalité ».
Au niveau international, les politiques préconisées par le Fonds monétaire international ont été accusées d'entraîner des conséquences sociales dévastatrices et d'accroître la pauvreté. L'économiste néo-keynésien Joseph E. Stiglitz a ainsi reproché au FMI de faire passer l’intérêt de son « principal actionnaire », les États-Unis, avant ceux des nations les moins développées.
Les libéraux ne partagent pas cette analyse et avancent que sur un plan théorique, et comme pour la spéculation, aucun système politique ne devrait dicter aux individus comment vivre leur vie. Si certaines inégalités sont à combattre, d'autres sont le fruit de trajectoires de vie différentes dont la responsabilité repose sur l'individu. Les libéraux accusent aussi les systèmes qui cherchent officiellement à réduire les inégalités, de les entretenir ou les développer. L'interventionnisme social est pour eux finalement contre-productif pour les plus pauvres. Sur le plan pratique, les libéraux renvoient aux exemples russe, indien ou chinois, où l'on observerait une répartition plus équitable des richesses au sein de leurs populations respectives depuis que leurs économies ont été libéralisées[réf. nécessaire] et qu'elles connaissent en retour des gains de croissance importants. Même chose pour l'économie des pays du Sud-Est asiatique, ou celle de certains pays du Maghreb, qui n'a décollé qu'à partir des années 1980, période au cours de laquelle ces pays se détournent du socialisme au profit du libre marché. L'État se voyant attribuer la fonction de protéger les libertés individuelles dont le droit naturel de propriété, celui-ci lutte contre le vol[pas clair]. On admet parfois dans ce cas qu'il intervienne pour éviter que des mafias et les oligarques n'édifient des monopoles. Le caractère libéral de cette justification de l'intervention de l'État est cependant contesté par de nombreux libéraux dont ceux de la tradition autrichienne.
Répondant à la critique dans Liberté économique et interventionnisme, l'économiste autrichien Ludwig von Mises écrivait ainsi : « Le libéralisme économique ne se bat pas en faveur des intérêts de ceux qui sont riches aujourd'hui. Au contraire, ce que le libéralisme économique veut, c'est laisser les mains libres à quiconque possède l'ingéniosité pour supplanter le riche d'aujourd'hui en offrant aux consommateurs des produits de meilleure qualité et moins chers. Sa principale préoccupation est d'éliminer tous les obstacles à l'amélioration future du bien-être matériel de l'humanité ou, dit autrement, à la suppression de la pauvreté. »]

#### Pauvreté et chômage
Le libéralisme économique est accusé de faire tomber dans la pauvreté les personnes qui n'auraient pu participer avec succès à la compétition libérale ou qui auraient été victimes d'accidents de la vie.
Karl Marx a accusé le capitalisme de laisser se développer volontairement un certain niveau de chômage afin de constituer ce qu'il appelle une « armée de réserve de travailleurs » maintenant en permanence une pression à la baisse sur les salaires.
Les libéraux avancent pour leur part que le libéralisme économique est le meilleur moteur de la création de richesses car il libère[pas clair] les talents et les initiatives et les dynamise[pas clair] par le jeu de la concurrence et l'attrait de la rémunération, et que la richesse créée profite à tous. Sur le plan concret, ils soulignent ainsi les chiffres de l'Observatoire des inégalités selon lequel « le nombre de pauvres dans le monde s’est réduit de 1,9 à 1,4 milliard de personnes entre 1981 et 2005, selon les données de la Banque mondiale qui utilise un seuil de pauvreté fixé à 1,25 dollar par jour et par habitant. Une évolution d’autant plus positive que dans le même temps la population mondiale s’est accrue. Du coup, le taux de pauvreté a été réduit de moitié : de 52 à 26 % de la population mondiale ». Les critiques font cependant remarquer que l'observatoire précise, en relativisant le nombre mais non la tendance : « toutefois, ce jugement positif doit être nuancé. Le seuil de pauvreté considéré est particulièrement bas : en doublant ce seuil à 2,5 dollars par jour, on compte plus de trois milliards de pauvres, soit plus de la moitié de la planète ».

### Critique concernant les services publics
Les deux principales difficultés pour analyser la pertinence des services publics à l'aune du libéralisme économique résident :
- d'une part, dans le principe a priori, soutenu par les libéraux, de « moins d'État » ;
- d'autre part, sur un plan technique, dans la mesure proposée, uniquement financière, de l'utilité ou des bénéfices escomptés, qui ne prend pas en compte des problématiques sociales ou d'aménagement du territoire par exemple.

Il y a également d'autres points dans cette analyse qui sont souvent critiqués, comme l'horizon temporel envisagé (généralement le court terme) ou le postulat d'une meilleure gestion économique par le privé.
Certains économistes insistent par ailleurs sur les externalités positives qu'ont les services publics sur l'économie, comme la formation d'une main-d'œuvre qualifiée par les services d'éducation. Là encore, ce point est relativement consensuel parmi les libéraux, qui souvent défendent le financement par l'État d'une éducation minimale, même si rien n'oblige ce dernier à la dispenser directement et encore moins avec un monopole. Milton Friedman propose ainsi que l'État finance des chèques éducation pour laisser aux parents le libre choix de l'école tandis que Friedrich Hayek adopte une position proche dans Droit, législation et liberté.

### Critiques environnementales
Le libéralisme économique fait l'objet de critiques concernant ses conséquences sur l'environnement naturel. Sur le plan pratique, ses opposants ont critiqué dès le XIXe siècle la dégradation de l'environnement ou de paysages causée par le développement industriel du capitalisme.
Les opposants au libéralisme économique estiment que la recherche de la maximisation du profit individuel mis en avant dans le libéralisme économique ne permet pas de tenir compte de l'intérêt collectif, et donc de l'environnement. Les critiques estiment que les modèles libéraux ne rendent pas bien compte des relations entre la croissance économique et le développement durable (notamment ses aspects environnementaux, mais aussi sociaux), en particulier sur la comptabilisation du capital naturel et l'internalisation des coûts environnementaux dans le prix des produits.[réf. nécessaire] La recherche du profit maximal, qui caractérise le modèle libéral, buterait sur l'impossibilité d'intégrer le coût réel des ressources naturelles dans le prix des produits, en particulier dans une logique du court terme en matière de retour sur investissement.
Les critiques estiment donc que l'instauration de politiques de développement durable nécessite l'intervention de l'État dans l'économie de marché. Ils estiment par ailleurs que le libéralisme n'est pas véritablement créateur de valeur car la mesure classique de la croissance économique par le produit intérieur brut (PIB) ne rend pas compte de la destruction de valeur constituée par la diminution du capital naturel.[réf. nécessaire]
Les défenseurs du libéralisme économique estiment pour leur part que la question de l'environnement est bien prise en compte dans certaines[Lesquels ?] théories économiques libérales. L'une des théories libérales de l'environnement – la New Resource Economics – prône la privatisation des biens naturels, arguant que des biens privés sont mieux entretenus que les biens collectifs et que le prix offre la meilleure régulation de la rareté d'un bien. L'économiste américain F. L. Smith écrit ainsi en 1992 : « Il ne s’agit pas de construire un monde où, comme le voudraient les verts, les arbres et les animaux auraient des droits ; mais plutôt une société dans laquelle chaque arbre et chaque animal auraient un propriétaire, et donc un défenseur ».

## Perspective historique
Pour l'historien du courant marxiste britannique Eric Hobsbawm, les politiques libérales mises en œuvre ici et là au cours de la deuxième moitié du XXe siècle n'ont jamais pu réellement mettre en œuvre moins d'État pour davantage de libre marché. Il écrit, en évoquant le cas de l'ère Reagan aux États-Unis ou celle du Thatchérisme au Royaume-Uni dans les années 1980 : « certes, des pans entiers de l'économie pouvaient être gérés comme une entreprise en prenant dûment en considération la rentabilité […] mais, contrairement à ce que voulaient faire croire les idéologues, ils ne fonctionnaient pas ni ne pouvaient fonctionner comme des marchés. En tout état de cause, la plupart des gouvernements néolibéraux furent obligés de gérer et diriger leur économie, tout en prétendant encourager les seules forces du marché. Qui plus est, il n'y avait pas moyen de réduire le poids de l'État ».
Prolongeant cette analyse le philosophe Slavoj Žižek avance qu'« il n'existe pas de marché neutre : dans chaque situation particulière, les coordonnées de l'interaction marchande sont toujours régulées par les décisions politiques. Le vrai dilemme n'est donc pas de savoir si l'État doit intervenir ou pas, mais sous quelle forme il doit le faire ».